# Yeşil Camii

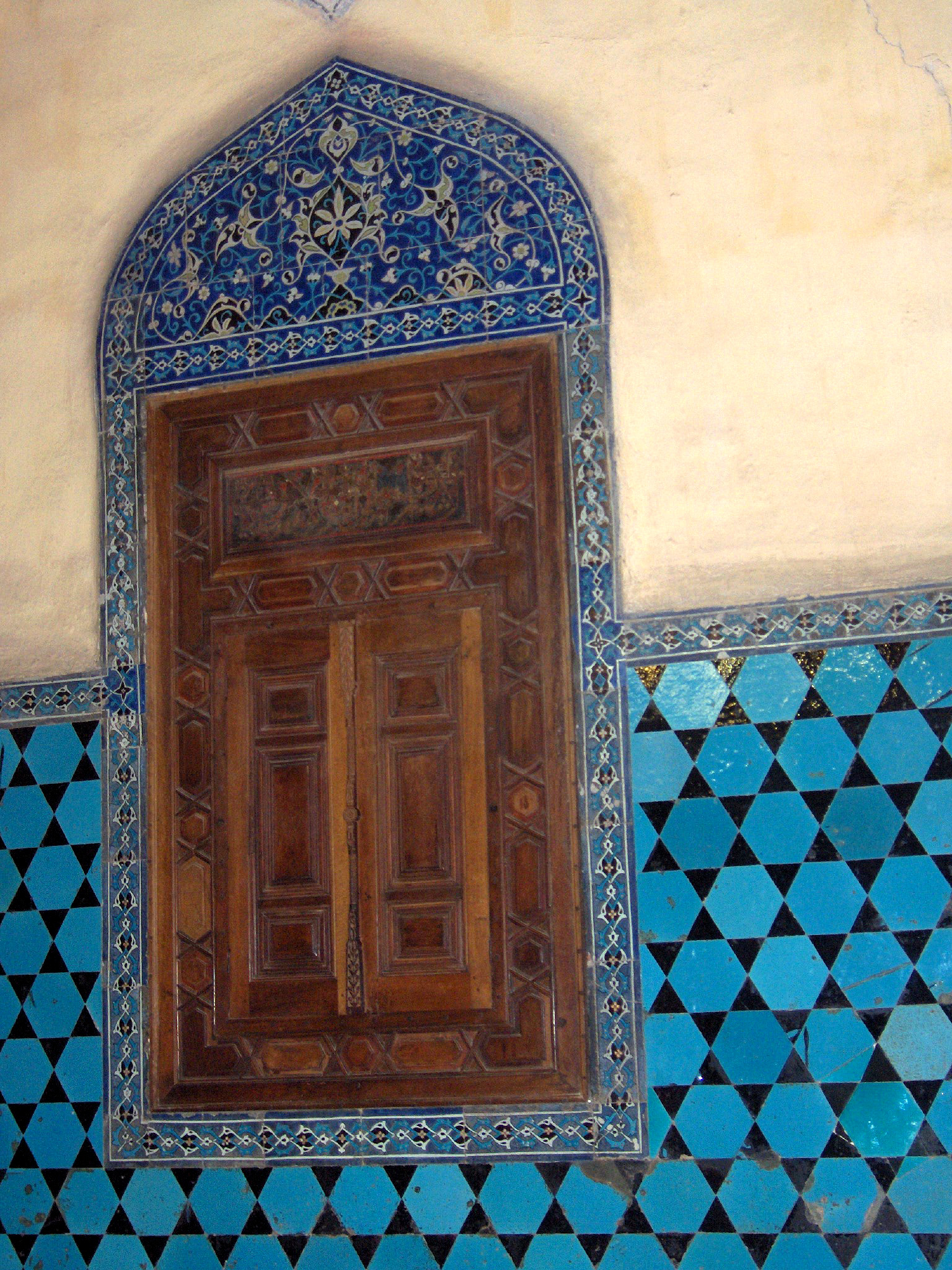
Afwerking met groene tegels binnenin de Yeşil Camii.

De Yeşil Camii of (letterlijke vertaling) Groene Moskee is een 14e-eeuwse moskee in de Turkse stad Bursa. Het gebouw bevindt zich naast het achthoekige mausoleum of türbe (de Yeşil Türbe) van de Ottomaanse leider Mehmet I.
De moskee werd ontworpen door architect Hacı İvaz Paşa in opdracht van Mehmet I. De bouw duurde van 1391 tot 1421. De moskee werd beschadigd tijdens een aardbeving in 1855, waarna het gebouw door de architect Parveillée gerestaureerd werd.
De plattegrond heeft de vorm van een T, met de brede zijde aan de ingang. Aan de ingang bevindt zich een vestibule. Door kleine ramen in de koepel en hoger in de buitenmuren komt wat licht binnen, maar het interieur van de moskee is erg donker. Oorspronkelijk waren zowel binnen- als buitenkant van de moskee bekleed met blauw-groene Iznik-tegels, waaraan de moskee haar naam dankt. In de loop van de 20e eeuw zijn deze van het gebouw afgestroopt door plunderaars. Alleen de buitenkant van de türbe is nog volledig met tegels bekleed, en vormt een opvallende blikvanger in de stad Bursa.